# Moore (South Carolina)
Moore ist ein gemeindefreies Gebiet (unincorporated community) in Spartanburg County im US-Bundesstaat South Carolina.
Moore befindet sich in der Upstate Region von South Carolina, südwestlich von Spartanburg am U.S. Highway 221, etwa 1,5 km westlich der Interstate 26.
Price's Post Office ist ein in das National Register of Historic Places eingetragenes Gebäude in Moore.